# Noisettia orchidiflora
Noisettia orchidiflora là một loài thực vật có hoa trong họ Hoa tím. Loài này được (Rudge) Gingins mô tả khoa học đầu tiên năm 1824.